# Bow River
Der Bow River ist ein 587 Kilometer langer Fluss in der kanadischen Provinz Alberta.
Das Quellgebiet des Bow River liegt in den Kanadischen Rocky Mountains im Norden des Banff-Nationalparks. Der Fluss bildet den Abfluss des Bow Lake. Dieser wird vom Schmelzwasser des Bow-Gletschers gespeist. Der Bow River fließt anfangs 80 km in südsüdöstlicher Richtung durch das Gebirge. Er wendet sich anschließend nach Osten und passiert die Kleinstadt Banff, wo er an den Bow Falls 10 Meter stürzt, bevor dann die Gemeinde Canmore erreicht. Am Fuße der Rocky Mountains wird der Fluss zum Ghost Lake aufgestaut. Der Bow River passiert die Stadt Cochrane und durchfließt anschließend den Ballungsraum von Calgary. Er fließt weiter in überwiegend östlicher Richtung durch die Prärielandschaft von Alberta. Am Bassano Dam zweigt ein Bewässerungskanal nach Osten ab. Anschließend wendet sich der Bow River nach Südosten. Nahe Grassy Lake vereinigt er sich schließlich mit dem weiter südlich verlaufenden Oldman River zum South Saskatchewan River.
Der Bow River ist bedeutsam für die Bewässerung, für die Energie und als Trinkwasserquelle. Der Fluss stellt außerdem einen wichtigen Lebensraum dar. Der Fluss ist sehr fischreich. Es leben Regenbogenforellen, Bachforellen, Stierforellen (Salvelinus confluentus), Bachsaiblinge und zahlreiche kleinere Fische im Fluss. Grund dafür ist die Aussetzung von ungefähr 45.000 Fischen in den Bow River.

## Wichtige Nebenflüsse
- Pipestone River
- Spray River
- Cascade River
- Kananaskis River
- Ghost River
- Elbow River
- Highwood River
- Linkston River